# Macuelizo (Nicaragua)
Macuelizo es un municipio del departamento de Nueva Segovia en la República de Nicaragua. Se localiza al norte de la región central montañosa del país a una distancia de 18 kilómetros de la ciudad de Ocotal, y a 246 kilómetros de la capital de Managua.

## Toponimia
De acuerdo con lo afirmado por el escritor e investigador Fernando Silva (miembro de número de la Academia Nicaragüense de la Lengua), Macuelizo es la castellanización (del náhuatl: Makwil Mikistli) ("Macuilmiquiztli"; "Macuiltonaleque"), que se traduce como "Cinco muertes" en la lengua náhuatl, el nombre del caudillo amerindio (personaje histórico ¿Nicarao? ¿Diriangén?) que sale al encuentro de los españoles (Gil González Dávila) a orillas del Gran Lago de Nicaragua.
Otra versión sugiere que Macuelizo proviene de "maquilishuat" en lengua matagalpa significa "cinco flores", el nombre se atribuye a la existencia en el lugar del árbol de Macuelizo, un árbol grande y que produce unas flores color rosado y lila.

## Geografía

### Límites
El término municipal limita al: 
- norte con la República de Honduras
- sur con el municipio de Somoto
- este con los municipios de Dipilto y Ocotal
- oeste con el municipio de Santa María.[3]

### Relieve
El relieve es montañoso y con muchos accidentes geográficos, quebrado con leves planicies de poca extensión. 
Las principales alturas se encuentran en los cerros El Ayote (1,571 m s. n. m.), El Copetudo (1,225 m s. n. m.), El Puntal (1,294 m s. n. m.), El Carrizal (1,335 m s. n. m.), El Tapacales (1,104 m s. n. m.), La Peña (1,456 m s. n. m.), Marimacho (1,410 m s. n. m.), Suyatal (1,265 m s. n. m.) y El Gritón (1,424 m s. n. m.). 
Son notables las mesetas de Icalules, del Cacao y de Alcayán. 
Entre sus ríos destacan el río Coco o Segovia y el Macuelizo.

## Historia
En el año 1801 se descubrió minerales preciosos en la zona, lo que originó la migración de una población que trabajaba en la extracción de oro y plata por lo que en el año 1813 se crea caserío de Macuelizo.
Fue elevado a la categoría de pueblo en el año 1815. 
Se tiene conocimiento que los primeros pobladores del actual casco urbano fueron las familias Cáceres y Ramírez provenientes de Honduras; los que con el tiempo pasaron hacer los administradores de las minas.

## Naturaleza y clima
El clima de sabana tropical se caracteriza por ser de altura, con temperaturas que oscilan entre los 24 a 25 °C y una precipitación anual media de 1000 mm.
Existe una gran variedad de animales silvestres, que habitan considerables extensiones de bosques de coníferas, por lo que se considera una zona maderera y, a pesar de que ha sido muy irracional la explotación de la madera en esta zona, aún se encuentran especies de madera como el pino, laurel, cedro, caoba, liquidambar y roble.

## Demografía
Macuelizo tiene una población actual de 7,326 habitantes. De la población total, el 52.5% son hombres y el 47.5% son mujeres. Casi el 12.1% de la población vive en la zona urbana.

## Localidades
Además del casco urbano municipal consta de 26 comunidades rurales que son: Amatillo, Apapuerta, Arrayanes,  Batidero, Brujil,  Calabaceras, Caliguate, Cañas #1, Cañas #2, Calpules,  El Encino, El Higuito,  Guazure,  Jicarito,   Las Peraltas, Loma Larga,  Mata de Plátano,  Mesas de Alcayán, Ococona,  Ocote Seco, Papelillos, Pilas, Suyatal y Zurzular.

## Economía
La actividad productiva del municipio en la actualidad se basa específicamente en la agricultura (granos básicos), la ganadería y cultivo de café.

## Cultura
Desde el 2015 se convierte en sede parroquial en honor a Santa Mónica de Hipona cuya memoria se celebra el 27 de agosto (Novus Ordo), pasando como fiesta tradicional el 12 de diciembre día de la Virgen de Guadalupe.
Otras celebraciones religiosas y tradicionales se realizan en comunidades del municipio:
- Día de Reyes Magos, en Ococona dos fines de semana a partir del 6 de enero.
- Feria del Café, en Suyatal tercer fin de semana de febrero.
- Feria del Maíz, en Ococona tercer fin de semana de septiembre.
- Feria del Plátano, en Suyatal tercer viernes de octubre.
- Feria de las Flores, en todo el municipio el 1 y 2 de noviembre.
- Feria Municipal del Frijol, en el casco urbano primer viernes de diciembre.
- Concurso municipal de altares a La Purísima, en el casco urbano primera semana de diciembre.
- Concurso municipal de nacimientos al Niño Dios en el casco urbano tercera semana de diciembre.